# Carriches
Carriches è un comune spagnolo di 294 abitanti situato nella comunità autonoma di Castiglia-La Mancia.